# Terre d'Edith-Ronne

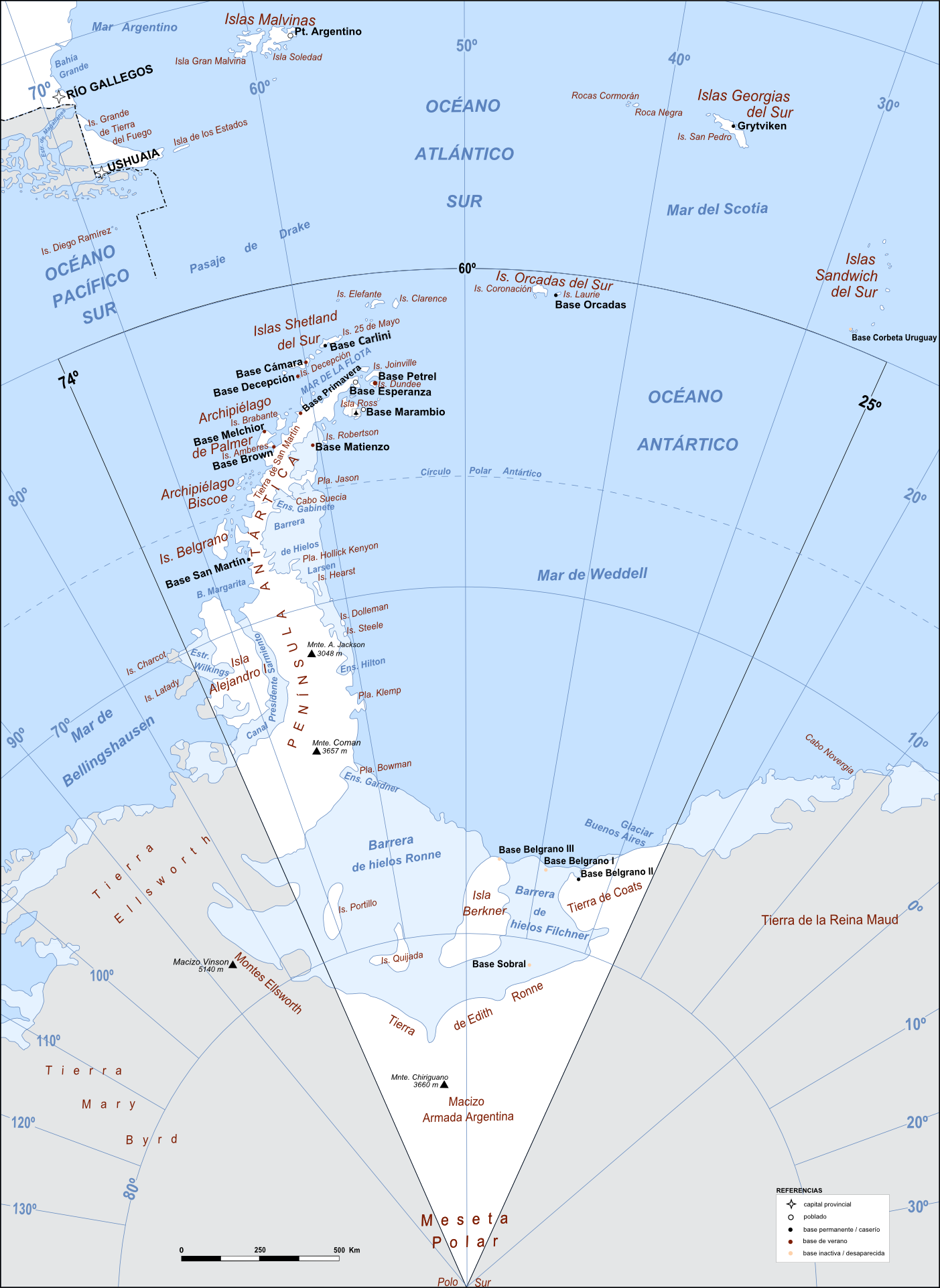
La Terre d'Edith-Ronne (Tierra de Edith Ronne) sur une carte de l'Antarctique.

La Terre d'Edith-Ronne est une zone de l'Antarctique délimitée par la Terre de Palmer et la Terre d'Ellsworth à l'ouest, la Terre de la Reine-Élisabeth au sud et la Terre de Coats à l'est. 
La Terre d'Edith-Ronne est nommée par le Chili en l'honneur d' Edith « Jackie » Ronne, la première femme à être membre d'une équipe en Antarctique. Elle est également l'épouse du commandant Finn Ronne, de la réserve de la marine américaine, chef de l'expédition de recherche en Antarctique Ronne entre 1947 et 1948.
Cette zone ne doit pas être confondue avec la plateforme de glace de Filchner-Ronne anciennement nommée Terre d'Edith Ronne par Finn Ronne en l'honneur de sa femme lors de la découverte de la zone.